# Сардинський зикурат
Святилище в Монте д'Аккодді (італ. Monte d'Accoddi), за свою форму прозвали також зикурат в Монте д'Аккодді, або сардинський зикурат — мегалітичний пам'ятник, виявлений в 1954 році біля міста Сассарі на Сардинії за 11 км від дороги на Порто-Торрес.

## Історія
Монумент, унікальний для Середземномор'я, був споруджений на Сардинії в другій половині 4 тисячоліття до н. е., в епоху середнього неоліту, представниками оцієрської культури, яка підтримувала зв'язок зі Східним Середземномор'ям, зокрема, з мінойським Критом. Неодноразово добудовувався. Останні прибудови до храму були зроблені в епоху подальшої культури Абеальцу-Філігоси.
На самому ранньому етапі в зоні даного пам'ятника виникло кілька поселень оцієрської культури, що будували квадратні будинки. До цих поселень належить некрополь, що складався з підземних могил типу «Домус-де-Янас», а також, мабуть, святилище, що включало менгір, кам'яні плити для жертвоприношень і кам'яні кулі (ймовірно, символізували Сонце і Місяць).
Пізніше люди, які також належали до культури Оцієрі, спорудили широку підняту платформу у вигляді зрізаної піраміди 27×27 м заввишки приблизно 5,5 м. На платформі була споруджена прямокутний майданчик, орієнтований на південь, розміром 12,50 м на 7,20 м, відомий як «червоний храм», де всі поверхні були пофарбовані вохрою; збереглися також сліди жовтої і чорної фарби.
На початку 3 тисячоліття до н. е. храм був покинутий (до цього періоду відносяться виявлені сліди пожежі). В такому зруйнованому вигляді близько 2800 року до н.е. він був покритий величезним насипом із землі і каменів, а також товченого місцевого вапняку. Таким чином була створена друга платформа у вигляді зрізаної піраміди 36 м на 29 м, висотою близько 10 м, до якої вела платформа довжиною 41,80 м. Новоутворена структура за своїм виглядом нагадує побудовані в той же період месопотамські зикурати. Дану структуру відносять до культури Абеальцу-Філігоса.
Будівля продовжувала служити релігійним центром протягом багатьох століть і була остаточно покинута в епоху бронзи. Вже до 1800 року до н. е. воно було повністю зруйновано і використовувалося тільки для поховань.
Під час Другої світової війни була пошкоджена верхня частина в зв'язку з викопуванням траншей для установки протиповітряної батареї.
Археологічні розкопки проводилися під керівництвом Ерколе Конту (1954-1958) і Санто Тіні (1979-1990).

## Галерея

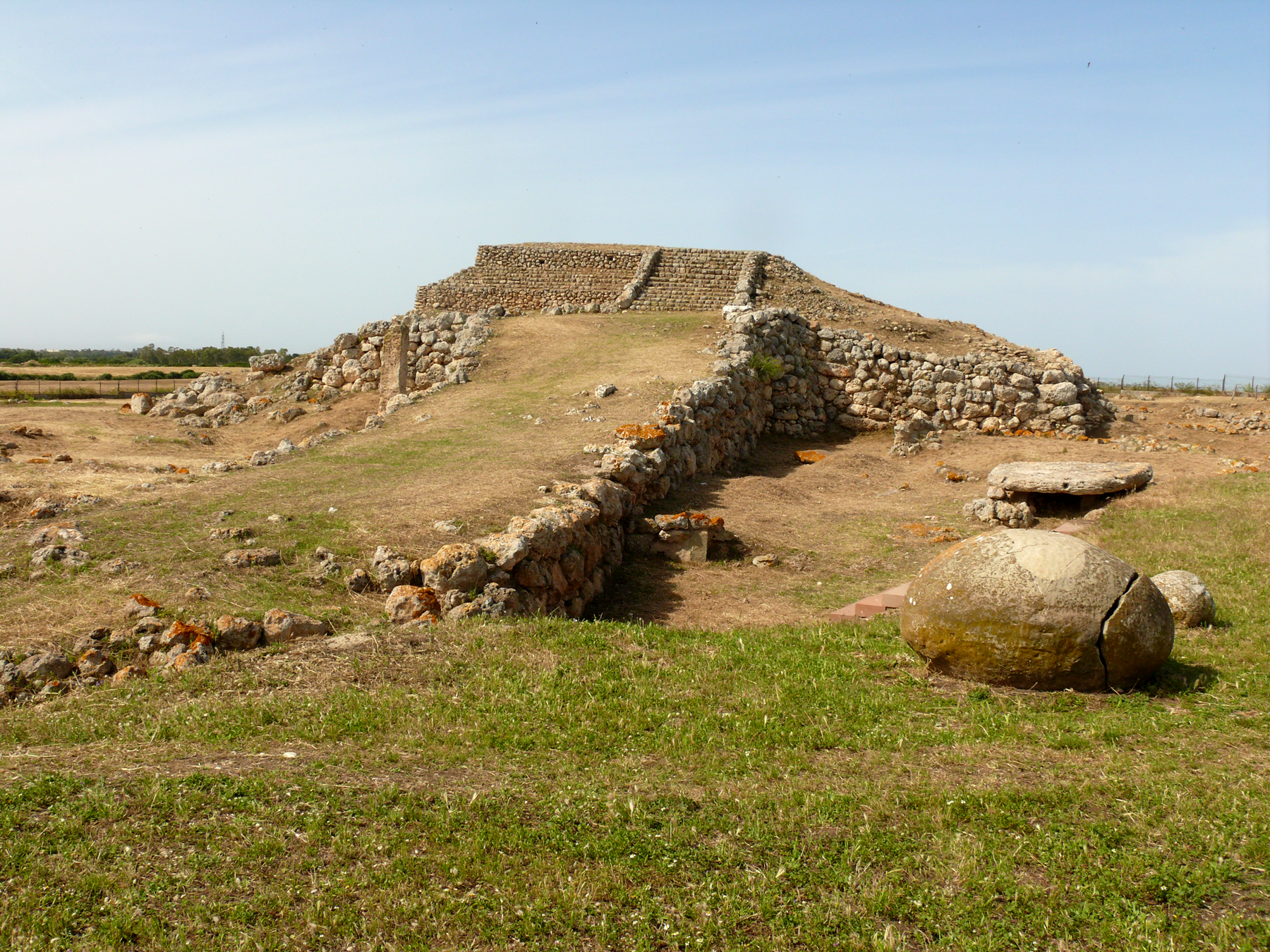
Панорамний огляд Сардинського зикурату в Монте-Дакодді
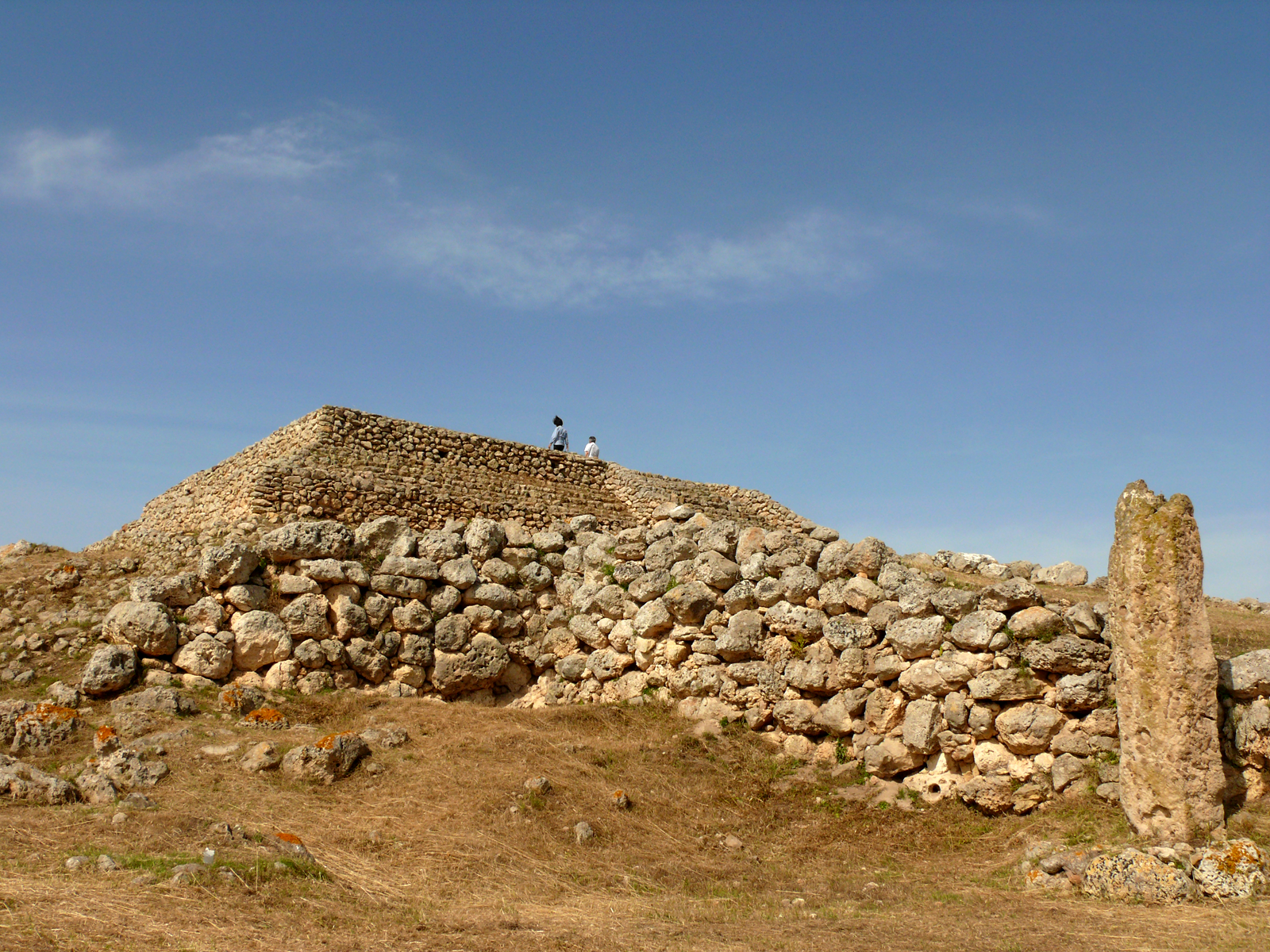
Вівтар і менгір Сардинського зикурату (вид праворуч)
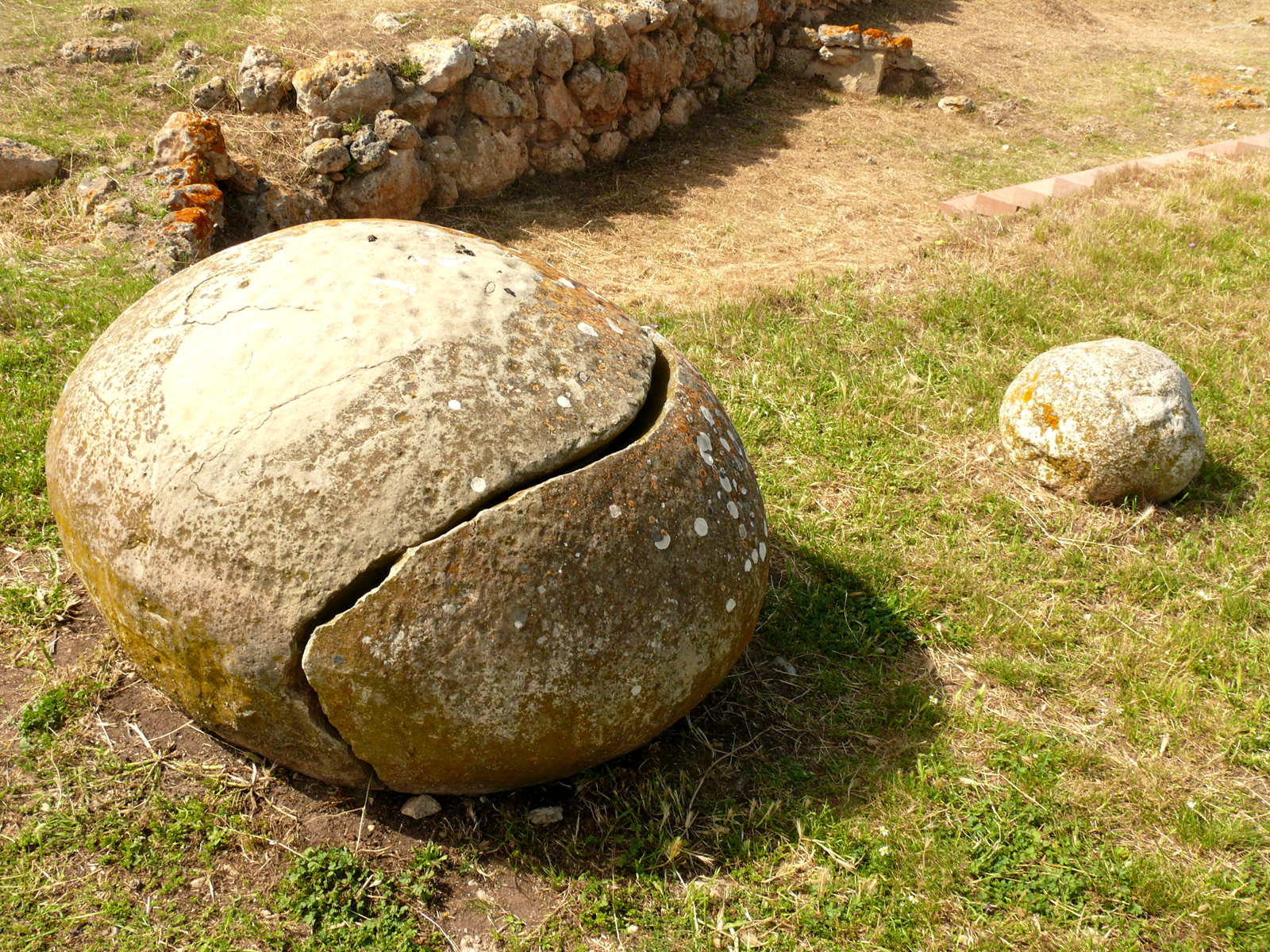
Сферичні камені, можливо символізували Сонце і Місяць
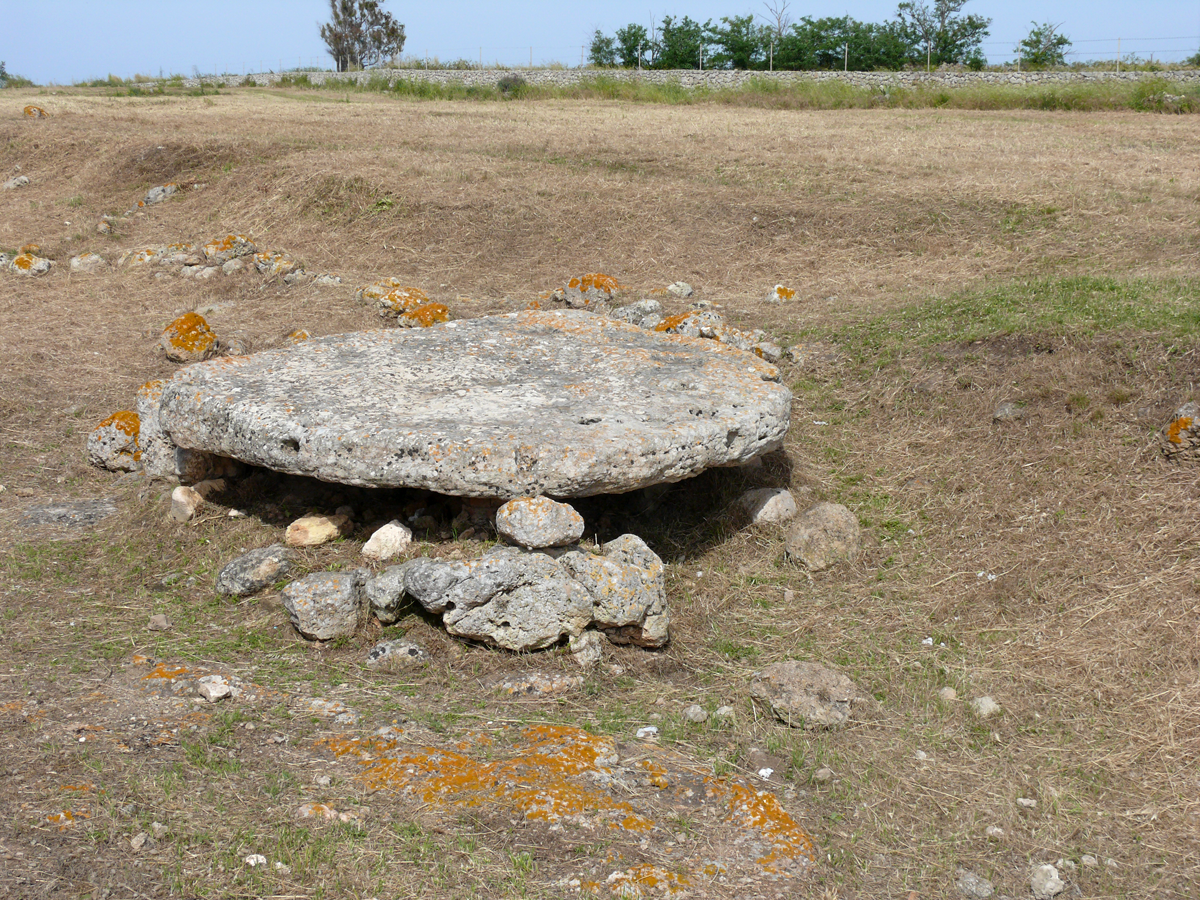
Колишній вівтар для жертвоприношень